# Arizema
Arizema, kokorza (Arisaema Mart.) – rodzaj roślin zielnych należący do rodziny obrazkowatych, liczący około 183 gatunków, pochodzących z Afryki (od wschodniego Zairu do Tanzanii i Etiopii), Azji (od Półwyspu Arabskiego do Sachalina i Malezji) i Ameryki Północnej (od centralnej i wschodniej Kanady do Meksyku).

## Morfologia
ŁodygaWiększość gatunków z rodzaju arizema, szczególnie pochodzących z klimatu umiarkowanego, tworzy podziemną, spłaszczono-kulistą bulwę pędową. W każdym okresie wegetacyjnym bulwa, po wyczerpaniu składników odżywczych, zamiera, a na jej wierzchołku tworzy się kolejna, gromadząca składniki odżywcze niezbędne do przetrwania kolejnego okresu spoczynku. Gatunki wiecznie zielone, nie przechodzące okresu spoczynku, szczególnie pochodzące z klimatu tropikalnego, wytwarzają podziemne, cylindryczne kłącze.
LiściePojedynczy, pochwopodobny katafil powstaje u podstawy pędu naziemnego, otaczając jego nasadę. Rośliny z rodzaju arizema tworzą od jednego do kilku liści właściwych, których ogonki tworzą u nasady pochwopodobną pseudo-łodygę, otaczającą szypułkę. Blaszki liści właściwy są zróżnicowane, dłoniastozłożone (np. A. concinnum), trójlistkowe (np. A. triphyllum) lub wachlarzowatopalczaste (np. A. dracontium). Liczba, kształt, ułożenie i osadzenie listków są często najważniejszymi cechami identyfikującymi gatunki.
KwiatyPojedynczy kwiatostan, typu kolbiastego pseudancjum, pojawia się krótko przed lub razem z liśćmi. Składa się zwykle z kolorowej, bardzo dekoracyjnej, wąskiej i wydłużonej pochwy (spatha) okrywającej kolbę. Kształt i kolorystyka pochwy, a także wzór jej kropkowania lub paskowania, jest zawsze charakterystyczny dla gatunku. Generalnie pochwa kwiatostanu dzieli się na część dolną, z rurowato zwiniętymi brzegami oraz części górnej, trójkątno- lub trójkątno-jajowato-rozwartej, często z długim kończykiem, okalającym wyrostek kolby lub tworzącym wygiętą do przodu, hełmowatą strukturę. Kolby wytwarzają wyrostki, siedzące lub osadzone na trzonku, długie, wygięte i sięgające do ziemi lub krótkie, wzniesione, maczugowate lub ścięte. W przeciwieństwie do innych przedstawicieli podrodziny Aroideae arizemy są przeważnie roślinami dwupiennymi, jedynie niektóre gatunki są jednopienne. Młode rośliny wytwarzają przeważnie kwiaty męskie, a starsze żeńskie. Niektóre gatunki zmieniają płeć co roku, aby w fazie męskiej zgromadzić wystarczającą ilość substancji odżywczych do owocowania w kolejnym okresie wegetacyjnym. Kwiaty żeńskie zbudowane są z jednokomorowej, jajowatej lub butelkowatej zalążni, zawierającej od jednego do kilku ortotropowych zalążków. Wyrostek kolby niekiedy pokryty jest prątniczkami lub zredukowanymi tworami powstałymi ze sterylnych kwiatów męskich lub żeńskich.
OwoceMięsiste, czerwone jagody.
KorzenieKorzeń główny nietrwały lub nieobecny. W przypadku gatunków tworzących bulwy, z ich wierzchołka, w pierścieniu wokół pędu naziemnego, wyrastają korzenie przybyszowe. W przypadku gatunków kłączowych, korzenie przybyszowe wyrastają na krótkim odcinku w jego górnej części.

## Biologia i ekologia
RozwójByliny, geofity ryzomowe.
SiedliskoObszary klimatu umiarkowanego i tropikalnego półkuli północnej. Większość gatunków rośnie w wilgotnych, przepuszczalnych i bogatych w próchnicę glebach, w warunkach zacienionych, leśnych, na górskich łąkach i zboczach, a także na otwartych przestrzeniach od nizin do wysokogórskich lasów. Kilka gatunków rośnie w słabych, ilastych glebach w szczelinach skalnych.
GenetykaLiczba chromosomów 2n = 28, 56, 84,

## Systematyka
Pozycja rodzaju według Angiosperm Phylogeny Website (aktualizowany system APG IV z 2016)Należy do plemienia Arisaemateae, podrodziny Aroideae, rodziny obrazkowatych, rzędu żabieńcowców w kladzie jednoliściennych.
Pozycja rodzaju w systemie Reveala z roku 2007 (2010)Gromada okrytonasienne (Magnoliophyta Cronquist, Takht. & Zimmerm. ex Reveal), podgromada Magnoliophytina (Frohne & U. Jensen ex Reveal), klasa Magnoliopsida (Brongn.), podklasa żabieńcowe (Alismatidae Takht.), nadrząd obrazkopodobne (Aranae Thorne ex Reveal), rząd obrazkowce (Arales Juss. ex Bercht. & J. Presl), rodzina obrazkowate (Araceae Juss.).
Pozycja rodzaju według Crescent Bloom (system Reveala z lat 1993–1999)Gromada okrytonasienne (Magnoliophyta Cronquist), podgromada Magnoliophytina (Frohne & U. Jensen ex Reveal), klasa jednoliścienne (Liliopsida Brongn.), podklasa obrazkowe (Aridae Takht.), nadrząd obrazkopodobne (Aranae Thorne ex Reveal), rząd obrazkowce (Arales Dumort.), rodzina obrazkowate (Araceae Juss.).
Gatunki
| - Arisaema abei Seriz. - Arisaema aequinoctiale Nakai & F.Maek. - Arisaema agasthyanum Sivad. & Sath. Kumar - Arisaema album N.E.Br. - Arisaema amurense Maxim. – arizema amurska - Arisaema anomalum Hemsl. - Arisaema aprile J.Murata - Arisaema asperatum N.E.Br. - Arisaema auriculatum Buchet - Arisaema austroyunnanense H.Li - Arisaema averyanovii V.D.Nguyen & P.C.Boyce - Arisaema balansae Engl. - Arisaema bannaense H.Li - Arisaema barbatum Buchet - Arisaema barnesii C.E.C.Fisch. - Arisaema bathycoleum Hand.-Mazz. - Arisaema bottae Schott - Arisaema calcareum H.Li - Arisaema candidissimum W.W.Sm. – arizema najbielsza - Arisaema chumponense Gagnep. - Arisaema ciliatum H.Li - Arisaema clavatum Buchet - Arisaema concinnum Schott – arizema zgrabna - Arisaema condaoense V.D.Nguyen - Arisaema consanguineum Schott - Arisaema constrictum E.Barnes - Arisaema cordatum N.E.Br. - Arisaema costatum (Wall.) Mart. - Arisaema cucullatum M.Hotta - Arisaema dahaiense H.Li - Arisaema danzhuense T.S.Yi & H.Li - Arisaema daochengense P.C.Kao - Arisaema decipiens Schott - Arisaema dilatatum Buchet - Arisaema dracontium (L.) Schott - Arisaema du-bois-reymondiae Engl. - Arisaema dulongense H.Li - Arisaema echinatum (Wall.) Schott - Arisaema echinoides H.Li - Arisaema ehimense J.Murata & J.Ohno - Arisaema elephas Buchet - Arisaema engleri Pamp. - Arisaema enneaphyllum Hochst. ex A.Rich. - Arisaema erubescens (Wall.) Schott - Arisaema exappendiculatum H.Hara - Arisaema fargesii Buchet - Arisaema filiforme (Reinw.) Blume - Arisaema fimbriatum Mast. - Arisaema flavum (Forssk.) Schott – arizema żółta - Arisaema formosanum (Hayata) Hayata - Arisaema franchetianum Engl. - Arisaema fraternum Schott - Arisaema galeatum N.E.Br. - Arisaema garrettii Gagnep. - Arisaema grapsospadix Hayata - Arisaema griffithii Schott – arizema Griffitha - Arisaema hainanense C.Y.Wu ex H.Li - Arisaema heterocephalum Koidz. - Arisaema heterophyllum Blume - Arisaema hippocaudatum S.C.Chen & H.Li - Arisaema hunanense Hand.-Mazz. - Arisaema ilanense J.C.Wang - Arisaema inclusum (N.E.Br.) N.E.Br.ex B.D.Jacks. - Arisaema inkiangense H.Li - Arisaema intermedium Blume - Arisaema ishizuchiense Murata - Arisaema iyoanum Makino - Arisaema jacquemontii Blume - Arisaema jethompsonii Thiyagaraj & P.Daniel - Arisaema jingdongense H.Peng & H.Li - Arisaema jinshajiangense H.Li - Arisaema kawashimae Seriz. - Arisaema kerrii Craib - Arisaema kishidae Makino ex Nakai - Arisaema kiushianum Makino - Arisaema kuratae Seriz. - Arisaema lackneri Engl. - Arisaema laminatum Blume - Arisaema leschenaultii Blume - Arisaema lichiangense W.W.Sm. - Arisaema lidaense J.Murata & S.K.Wu - Arisaema lihenganum J.Murata & S.K.Wu - Arisaema limbatum Nakai & F.Maek. - Arisaema lingyunense H.Li - Arisaema lobatum Engl. - Arisaema longipedunculatum M.Hotta - Arisaema macrospathum Benth. - Arisaema maekawae J.Murata & S.Kakish. - Arisaema maximowiczii (Engl.) Nakai - Arisaema maxwellii Hett. & Gusman - Arisaema meleagris Buchet - Arisaema menghaiense J.T.Yin | - Arisaema menglaense Y.H.Ji - Arisaema microspadix Engl. - Arisaema mildbraedii Engl. - Arisaema minamitanii Seriz. - Arisaema minus (Seriz.) J.Murata - Arisaema monophyllum Nakai - Arisaema mooneyanum M.G.Gilbert & Mayo - Arisaema muratae Gusman & J.T.Yin - Arisaema muricaudatum Sivad. - Arisaema murrayi (J.Graham) Hook. - Arisaema nagiense Tom.Kobay. - Arisaema nambae Kitam. - Arisaema nanjenense T.C.Huang & M.J.Wu - Arisaema negishii Makino - Arisaema nepenthoides (Wall.) Mart. - Arisaema nikoense Nakai - Arisaema nilamburense Sivad. - Arisaema odoratum J.Murata & S.K.Wu - Arisaema ogatae Koidz. - Arisaema omeiense P.C.Kao - Arisaema omkoiense Gusman - Arisaema ornatum Miq. - Arisaema ovale Nakai - Arisaema pachystachyum Hett. & Gusman - Arisaema pallidum Engl. - Arisaema parisifolia J.Murata - Arisaema parvum N.E.Br. ex Hemsl. - Arisaema pattaniense Gagnep. - Arisaema penicillatum N.E.Br. - Arisaema petelotii K.Krause - Arisaema petiolulatum Hook.f. - Arisaema pianmaense H.Li - Arisaema pingbianense H.Li - Arisaema polyphyllum (Blanco) Merr. - Arisaema prazeri Hook.f. - Arisaema propinquum Schott - Arisaema psittacus E.Barnes - Arisaema quinatum (Nutt.) Schott - Arisaema ramulosum Alderw. - Arisaema rhizomatum C.E.C.Fisch. - Arisaema ringens (Thunb.) Schott - Arisaema rostratum V.D.Nguyen & P.C.Boyce - Arisaema roxburghii Kunth - Arisaema ruwenzoricum N.E.Br. - Arisaema sachalinense (Miyabe & Kudô) J.Murata - Arisaema saddlepeakense P.S.N.Rao & S.K.Srivast. - Arisaema sahyadricum S.R.Yadav - Arisaema sarracenioides E.Barnes & C.E.C.Fisch. - Arisaema saxatile Buchet - Arisaema sazensoo (Blume) Makino - Arisaema schimperianum Schott - Arisaema scortechinii Hook.f. - Arisaema seppikoense Kitam. - Arisaema serratum (Thunb.) Schott - Arisaema setosum A.Sudh.Rao & D.M.Verma - Arisaema shimienense H.Li - Arisaema siamicum Gagnep. - Arisaema siangense Gusman - Arisaema sikokianum Franch. & Sav. – arizema sikokiańska - Arisaema sinii K.Krause - Arisaema sizemoreae Hett. & Gusman - Arisaema smitinandii S.Y.Hu - Arisaema somalense M.G.Gilbert & Mayo - Arisaema souliei Buchet - Arisaema speciosum (Wall.) Mart. - Arisaema sukotaiense Gagnep. - Arisaema taiwanense J.Murata - Arisaema tengtsungense H.Li - Arisaema ternatipartitum Makino - Arisaema thunbergii Blume - Arisaema tortuosum (Wall.) Schott - Arisaema tosaense Makino - Arisaema translucens C.E.C.Fisch. - Arisaema triphyllum (L.) Schott – arizema trójlistkowa - Arisaema tsangpoense J.T.Yin & Gusman - Arisaema tuberculatum C.E.C.Fisch. - Arisaema ulugurense M.G.Gilbert & Mayo - Arisaema umbrinum Ridl. - Arisaema undulatifolium Nakai - Arisaema utile Hook.f. ex Engl. - Arisaema vexillatum H.Hara & H.Ohashi - Arisaema victoriae V.D.Nguyen - Arisaema wardii C.Marquand & AiryShaw - Arisaema wattii Hook.f. - Arisaema wilsonii Engl. - Arisaema wrayi Hemsl. - Arisaema xuanweiense H.Li - Arisaema yamatense (Nakai) Nakai - Arisaema yanxianum Z.Y.Zhu & B.Q.Min - Arisaema yunnanense Buchet - Arisaema zhui H.Li |

Podział rodzaju według Schotta (1860)Heinrich Wilhelm Schott, w pierwszej monografii na temat rodziny obrazkowatych, zaproponował podział 66 zidentyfikowanych wówczas gatunków arizem na 4 sekcje: Trisecta, Pedatisecta, Radiatisecta i Peltatisecta. Klasyfikacja została oparta na kształcie blaszek liściowych.
Podział rodzaju według Englera (1920)Adolf Engler w 1920 roku zaproponował zupełnie nowy podział rodzaju, obejmującego wówczas ponad 100 gatunków, oparty na kształcie wyrostka kolby, kształcie pochwy kwiatostanu, obecności prątniczek oraz sposobie otwierania się pylników. Na tej podstawie Engler wyróżnił 15 sekcji: Fimbriata, Attenuata, Barbata, Auriculata, Clavata, Franchetiana, Tortuosa, Speciosa, Decipienta, Tenuipistillata, Pistillata, Nepenthoidea, Ringentia, Wallichiana, Lunata.
Podział rodzaju według Renner, Zhang i Murata (2004)Na podstawie analiz wyników molekularnych badań filogenetycznych autorzy wskazali na relacje pokrewieństwa w odniesieniu do tradycyjnego podziału na sekcje, bazującego na koncepcjach Englera. 11 sekcji na kladogramie przedstawionych zostało jednak w politomii, co pozwala jedynie wnioskować o mono- lub polifiletycznym charakterze tych grup. Sekcją szczególnie wymagającą troski taksonomów i podziału z powodu wyraźnie polifiletycznego charakteru okazała się Tortuosa, a być może także Pedatisecta. Wskazane jako najwyraźniej grupy monofiletyczne zostały sekcje Arisaema, Clavata, Dochafa, Fimbriata (w tym z przedstawicielami sekcji Tortuosa), Franchetiana i Sinarisaema.

## Nazewnictwo
Toponimia nazwy naukowejNazwa łacińska pochodzi od greckich słów άρης (aris – roślina z rodzaju Arum) i αίμα (haima – krew) i odnosi się do nakrapianych liści niektórych gatunków.
Nazwy zwyczajoweZwyczajowa nazwa angielska rodzaju, Jack-in-the-pulpit (w wolnym tłumaczeniu: Wacek /penis/ na kazalnicy), jest aluzyjnym odniesieniem do kształtu kwiatostanu tej rośliny. W językach angielskim, a także niemieckim i hiszpańskim, rośliny te określa się również jako lilie kobrze. W Polsce spotyka się też nazwę wytryszek.
SynonimyAlocasia (Neck. ex Raf.), Dochafa (Schott), Muricauda (Small), Flagellarisaema  (Nakai), Heteroarisaema (Nakai), Pleuriarum (Nakai), Ringentiarum (Nakai)
HomonimyArisaema Hett. & G. Gusman

## Zastosowanie
Rośliny jadalneW Indiach spożywa się korzenie A. tortuosum i bulwy A. murrayi lub A. tortuosum, ugotowane w wodzie i zmiksowane z solą i chilli (potrawa o nazwie poona, dhudhda, baddha). Indianie Ameryki Północnej przygotowują opartą na dziczyźnie potrawę z bulw i jagód A. triphyllum. W Himalajach jedzone są również bulwy A. costatum i A. turtuosum.
Rośliny leczniczeZ gatunku A. tortuosum wyizolowano lektyny o działaniu antyrakowym i działającym zabójczo na owady. Rdzenni Amerykanie stosowali ugotowany lub wysuszony i sproszkowany korzeń gatunków A. triphyllum i A. dracontium w razie gorączki. Zewnętrznie środek ten stosowano jako tonik na infekcje skóry, a także jako okłady na bolące lub spuchnięte miejsca. W tradycyjnej medycynie chińskiej sproszkowana łodyga A. consanguineum (Nan Xing) jest szeroko stosowana z uwagi na swoje działanie uspokajające, przeciwkaszlowe, przeciwdrgawkowe i antyrakowe. W większych dawkach lek wykazuje silne działanie toksyczne. Dawka śmiertelna u myszy wynosi 13,5 g/kg.
Rośliny ozdobneRośliny z rodzaju arizema uprawiane są jako rośliny ogrodowe lub pokojowe ze względu na atrakcyjne kwiatostany, na przykład:
- A. elephas (tworzy pochwę o długości 15 cm w kolorze purpurowym z białymi paskami; kolba tworzy długi, powyginany wyrostek sięgający do ziemi),
- A. jacquemontii (wąska, spiczasta pochwa o długości 15 cm, w kolorze zielonym w białe paski, tworząca na końcu wydłużony kapturek),
- A. serratum (pochwa jasnozielona w purpurowe kropki lub białe paski; kolba tworzy żółty wyrostek),
- A. sikokianum, prawdopodobnie najczęściej uprawiana (pochwa o długości 15 cm, głęboko purpurowa, z czysto białym wnętrzem; kolba czysto biała z palikowatym wyrostkiem),
- A. triphyllum (pochwa jasnozielona lub purpurowobrązowa; kolba wysmukła).

Rośliny magiczneIstnieją doniesienia, że rdzenni Amerykanie używali nasion gatunków A. triphyllum i A. dracontium do diagnozowania postępu choroby. Jeżeli nasiono wrzucone do naczynia z wodą okręciło się w nim 4 razy, pacjent powinien wyzdrowieć, jeżeli mniej – umrzeć.
Inne zastosowaniaSzczawian wapnia obecny w całych roślinach z gatunków A. triphyllum i A. dracontium powoduje bardzo poważne dolegliwości w razie spożycia na surowo. Istnieje doniesienie, że członkowie plemienia Meskwaki mieszali pocięty korzeń tych roślin z mięsem, które było następnie podrzucane wrogom. W Afryce wysuszone ziele gatunku A. enneaphyllum stanowi składnik kadzidła.

## Uprawa
WymaganiaRośliny wymagają lekkiego, przepuszczalnego, wilgotnego podłoża, bogatego w próchnicę. Stanowisko w półcieniu lub całkowitym cieniu.
RozmnażanieWszystkie gatunki Arisaema łatwo rozmnażają się z nasion. Nasiona powinny być wysiane blisko siebie i przykryte jednocentymetrową warstwą podłoża. Podłoże powinno być umiarkowanie wilgotne. Optymalna temperatura kiełkowania wynosi około 25 °C w dzień i 20 °C w nocy. Rośliny przeważnie kiełkują w ciągu 1–2 miesięcy. Siewki rosną w pierwszym roku przez okres od 2 do 6 miesięcy, po którym przechodzą w okres spoczynku. Powinny w tym czasie być przechowywane w ciepłym i zacienionym miejscu. Zakwitną po 2–4 latach. W przypadku niektórych gatunków rozmnażanie możliwe jest również przez bulwy przybyszowe.
PrzechowywanieNiektóre gatunki są mrozoodporne i w warunkach klimatu Polski mogą być zimowane w gruncie, pod grubą okrywą ze ściółki. Zaleca się jednak wykopywanie bulw po przejściu roślin w okres spoczynku. Bulwy powinny być przechowywane w pomieszczeniu suchym, w temperaturze 5 °C (gatunki klimatu umiarkowanego) lub 20 °C (gatunki tropikalne). W zbyt wilgotnym miejscu mogą zostać zaatakowane przez zgniliznę. Wraz ze wzrostem temperatury na wiosnę rośliny rozpoczną nowy cykl wegetacji, powinny być wówczas posadzone.
SzkodnikiRośliny rosnące w ogrodzie są często atakowane przez ślimaki (pędy naziemne) i nornikowate (bulwy).